# Erbmarschall (Thüringen)
Erbmarschall war in der Landgrafschaft Thüringen ein erbliches Hofamt, dass auch im späteren Kurfürstentum Sachsen und nach 1815 im Königreich Preußen als Ehrentitel Bedeutung behielt.

## Geschichte
Der Marschall war ursprünglich der Stallmeister, der die Aufsicht und Kontrolle der landgräflichen Pferdeställe wahrnahm. Später wandelte sich seine Bedeutung in den Kommandeur der Reiterei. Im Mittelalter war der Marschall eines der vier beziehungsweise fünf alten Hofämter.
Über die mittelalterlichen Marschälle der Landgrafschaft Thüringen ist nur wenig bekannt. In älterer Literatur ist zu lesen, dass die thüringische Familie Marschall allen historischen Nachrichten zufolge bereits unter Landgraf Albrecht dem Entarteten das Marschallamt in Thüringen bekleidete. Ferner heißt es, dass bereits seit 1198 das Erbmarschallamt in Thüringen von der Familie Marschall bekleidet und nach dem Vorrecht des Seniorats verliehen worden sei. Zu Beginn des 19. Jahrhunderts bedienten sich alle Vertreter der Familie Marschall des Titels Erbmarschall in Thüringen. Erst König Friedrich Wilhelm IV. forderte von der Familie die Benennung und Legitimierung eines Seniors, der bei der Huldigungsfeier die tatsächliche Würde eines Erbmarschalls der Landgrafschaft Thüringen repräsentieren sollte. Der erste derart von der Familie benannte Senior war Graf August Ferdinand Theodor Marschall auf Burgholzhausen, königlich-sächsischer Kammerherr und Oberforstmeister. Fortan sollte dieses Erbmarschallamt nur noch an den jeweiligen Ältesten dieses Adelsgeschlechtes verliehen werden. Mit dem Ende der Monarchie 1918 kam diese Tradition zum Erliegen.
Jüngste Forschungen haben ergeben, dass das Erbmarschallamt von Thüringen bereits zu Beginn der Frühen Neuzeit nicht mehr in der Familie Marschall gelegen hatte. Diese Würde war an Graf Adam von Beichlingen übergegangen, der dieses Amt an seinen ihn überlebenden Sohn Graf Bartholomäus Friedrich von Beichlingen weitergab. Bartholomäus Friedrich starb als letzter männlicher Vertreter der Grafen von Beichlingen. Daraufhin belehnte Kurfürst August von Sachsen am 18. Februar 1568 die Marschall in Thüringen mit Beichlingischen Lehen, darunter auch mit dem Untererbmarschallamt. Fortant blieb das (Unter-)Marschallamt des Landes Thüringen im Lehnsbesitz dieser Familie und wurde mehrfach erneuert, so nach dem Tod des Kurfürsten am 29. Januar 1587, am 21. April 1592 und am 23. August 1620. In dieser Zeit erhielten alle männlichen Vertreter das Recht zur Führung dieses Titels zur gesamten Hand. Erst 1639 erreichte Wolf Dietrich Marschall, der auf Burgholzhausen saß, dass ihn allein der Kurfürst Johann Georg I. mit diesem Erbamt belehnte. Dessen ungeachtet führten auch andere Vertreter der Familie später diesen Titel im Gewohnheitsrecht zu nichtoffiziellen Anlässen weiter.